# Plaça Sant Miquel (Igualada)
La Plaça Sant Miquel és una obra del municipi d'Igualada (Anoia). La plaça de Sant Miquel s'originà en escapçar-se l'illa de cases formada per part del carrer Sant Jaume i del passatge de Sant Miquel. Aquest arranjament es va portar a terme per l'arquitecte Bonaventura Bassegoda i Hugas l'any 1942. És doncs un espai nou en el nucli antic. Un espai de forma irregular adaptat a les edificacions anteriors ja existents a la plaça. Les tres arcades que hi ha amb la inscripció autèntica de 1676 procedeixen d'un edifici que antigament hi havia allà mateix. Actualment és un element ornamental. Forma part de l'Inventari del Patrimoni Arquitectònic de Catalunya.